# Georgios Diamantakos
Georgios Diamantakos (griechische Schreibweise: Γιώργος Διαμαντάκος; * 14. Januar 1995 in Sparta) ist ein professioneller griechischer Basketballspieler. Er ist ein 216 cm großer Center.

## Karriere
Diamantakos begann seine Karriere bei Spartiakos, einem Amateurverein aus Sparta. Nachdem der griechische Rekordmeister Panathinaikos Athen auf ihn aufmerksam wurde, wechselte er zu Beginn der Saison 2012/2013 nach Athen. Neben der Basket League debütierte er auch in der EuroLeague, Europas höchster Spielklasse. Mit Panathinaikos konnte Diamantakos neben zwei Meisterschaften auch drei Mal in Folge den griechischen Pokal für Vereinsmannschaften gewinnen. Nachdem Panathinaikos im Sommer 2015 die Serben Miroslav Raduljica und Ognjen Kuzmić verpflichtet hatte und auch das bereits seit 2014 bei Athen spielende Nachwuchstalent Georgios Papagiannis im Aufgebot stehen hatte, sah Diamantakos als vierter Center seine zukünftige Spielzeit als beschränkt an. Infolgedessen löste er in gegenseitigem Einvernehmen den laufenden Vertrag mit Panathinaikos auf und wechselte zum griechischen Erstligisten Kifissia.
Zur Saison 2016/17 hatte er bei Apollon Patras einen Zweijahresvertrag unterschrieben. Nachdem dieser jedoch die Klasse nicht halten konnte, wechselte Diamantakos im Sommer 2017 zum GLS Faros.

## Nationalmannschaft
Diamantakos spielte für die griechischen Junioren-Basketballmannschaften. Mit der U16-Mannschaft spielte er 2011 an der U16-Europameisterschaft; mit der U18 im Jahre 2013 an der U18-Europameisterschaft.

## Erfolge
- Griechischer Meister: 2013, 2014
- Griechischer Pokalsieger: 2013, 2014, 2015